# 하플로그룹 J (Y-DNA)

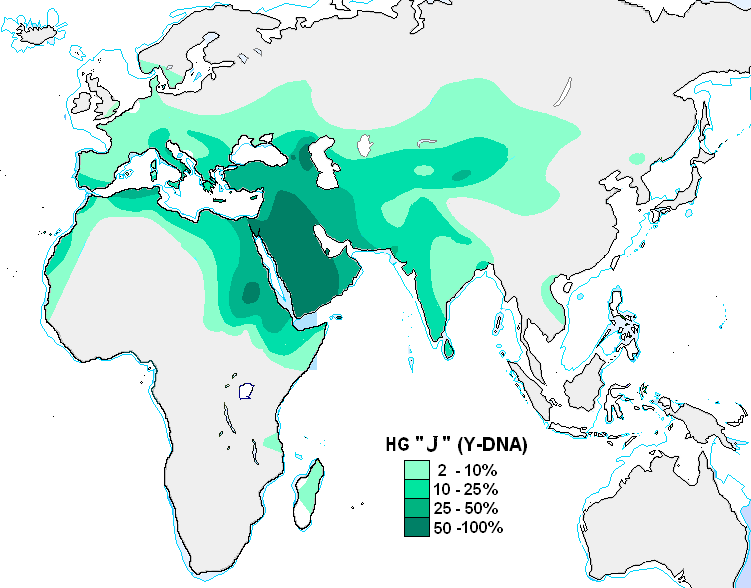
하플로그룹 J 분포도

하플로그룹 J는 인류 Y-염색체 DNA 하플로그룹의 일종으로, 하플로그룹 IJ에서 분리된 하위 분기이다. 12f2.1, L134, M304, P209, S6/L60, S34, S35 등의 변이에 의해 특정된다. 약 42,900년 전에 서아시아 지역에서 비롯되었을 것으로 추정된다.

## 하위 계통
- J
  - J* (M304)
  - J1 (M267)
  - J2 (M172)

하플로그룹 J의 하위계통은 크게 J1과 J2로 나눌 수 있다. J1은 아랍인 계통의 사람에게서 흔히 찾아지며 아라비아 반도 및 북아프리카에 다수 분포하여 있다. J2는 비옥한 초승달 지대부터 터키, 남유럽의 지중해 연안 지역, 중앙아시아, 남아시아 등에 주로 분포하여 있다. J*는 소코트라섬에서 71.4%의 비율로 나타나는 것이 특징적이다.